# Mack at It Again
Mack at It Again és un curtmetratge mut de la Keystone, dirigit i produït per Mack Sennett i protagonitzat per ell mateix i Mabel Normand. La pel·lícula, d'una bobina, es va estrenar el 6 d’abril de 1914. Es considera una pel·lícula perduda.

## Argument
Mack fa molts d’esforços amb l'esperança de perdre l'excés de pes i així agradar a Mabel.

## Repartiment
- Mack Sennett (Mack)
- Mabel Normand (Mabel)